# Delahaye Type 46
Der Delahaye Type 46 ist ein frühes Fahrzeugmodell. Hersteller war Automobiles Delahaye in Frankreich.

## Beschreibung
Delahaye präsentierte 1910 drei neue Nutzfahrzeuge. Der Type 46 war davon der schwerste. Er bietet 2,5 Tonnen Nutzlast. Der Type 46 C ist ein Lastkraftwagen und der Type 46 OM ein Omnibus. Die Fahrzeuge wurden bis 1913 hergestellt. Der Motor leistet 24 PS.
Der Omnibus hat 12 bis 14 Sitzplätze. Einige befuhren die ca. 60 km lange Strecke von Lublin im damaligen Russisch-Polen nach Rozwadow, heute Teil von Stalowa Wola in Galizien (Rozwadow hatte einen Bahnhof und damit Anschluss an das Schienennetz der k.k. Staatsbahnen). Die Lkw wurden in größeren Stückzahlen nach Nord- und Südeuropa sowie Südamerika exportiert.